# Гетьман
Ге́тьма́н (від нім. Hauptmann, чеськ. hejtman — урядник, пол. hetman — командувач) — назва урядників, вищих воєначальників та голів держав у таких державних і військово-державних утвореннях, як гуситська Чехія, Велике князівство Литовське, Руське і Жемайтійське, Королівство Польське, Річ Посполита, Козацька держава (Гетьманщина), Військо Запорозьке та Українська Держава Павла Скоропадського.

## Чехія
Назва гетьман у Чехії походить з часів повстань таборитів і гуситів (XV століття), з нім. Hauptmann — командир, командувач. Вперше гетьманом тут називають відомого воєначальника Івана (Яна) Жижку.
Після адміністративної реформи 2000 року, що поділила Чехію на краї, гетьманом стали називати главу краю (чеськ. Krajský hejtman).

## Велике князівство Литовське, Польща, Річ Посполита
З 2-ї половини XV століття посада гетьмана з'являється спочатку у союзному гуситам Великому князівстві Литовському, а потім у Польщі. Першим великим гетьманом литовським став Костянтин Острозький.
Початково гетьман призначався великим князем та королем лише на час воєнних дій, надалі — з 1503 року посада гетьмана великого коронного (гетьмана великого королівського), згодом гетьмана великого литовського, стала постійною, а з 1581 року — довічною. З 1527 року гетьмани вважалися найвищими військовими керівниками. Їхніми помічниками були гетьмани (відповідно коронний та литовський) польні («польові» — як військова посада це приблизно відповідало посаді Field Marshal, фельдмаршал), що займалися, зокрема, організацією постачання війська, розвідкою, керували найманими військами тощо. Вперше ця посада з'явилася у Польщі у 1539 році, у Великому князівстві Литовському дещо пізніше. Слід зауважити, що посади гетьмана у Польському королівстві та Великому Князівстві Литовському зазвичай віддавалися представникам впливових князівських родин, у князівстві Литовському — часто нащадкам Рюриковичів і Гедиміновичів, Острозьким, Вишневецьким (з роду яких козацький воєначальник Дмитро Вишневецький), Кішкам (з роду яких козацький полководець Самійло Кішка), Ходкевичам та ін.

## В Україні

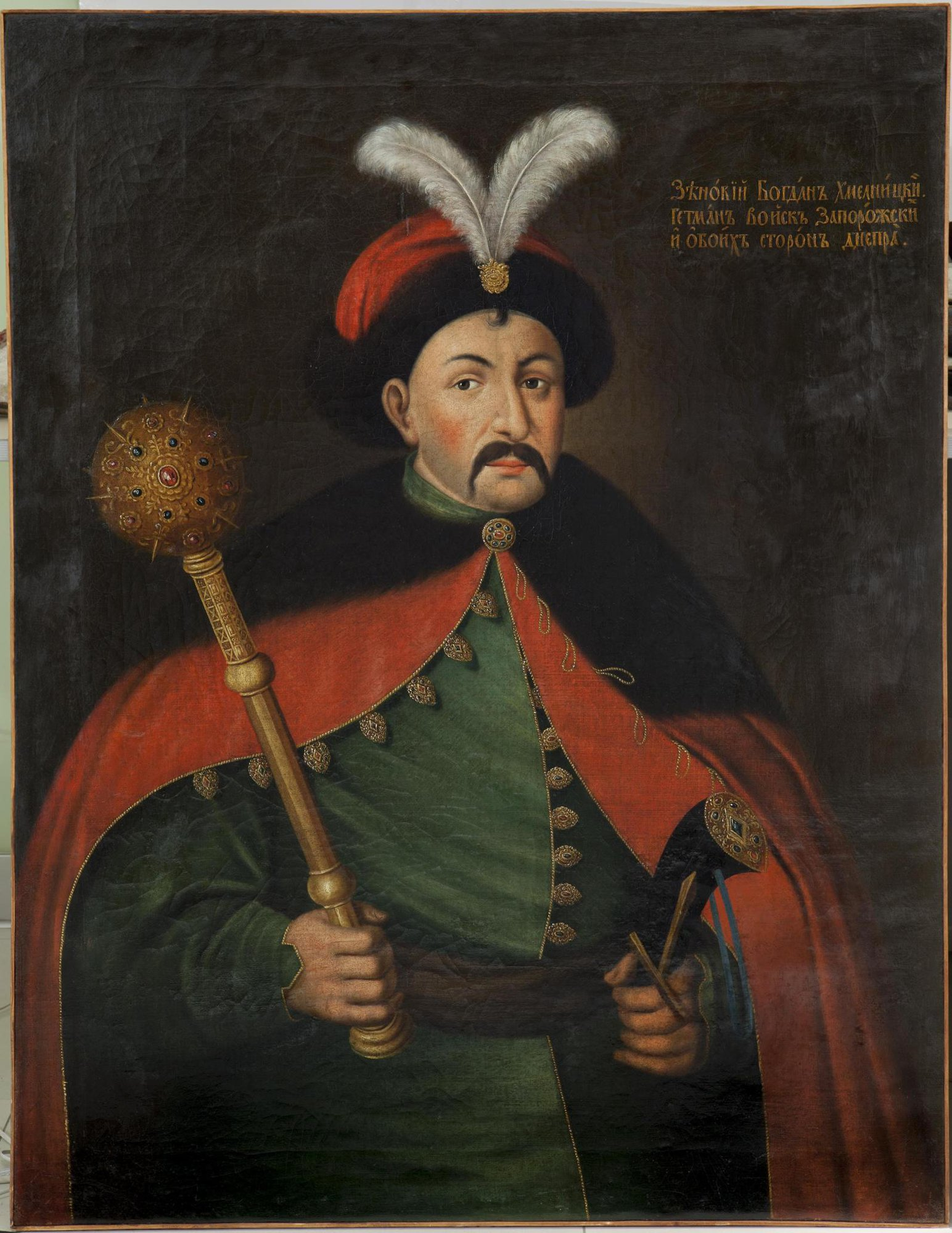
Український гетьман Богдан Зиновій Хмельницький.

В Україні в XVI—XVII століттях, гетьман — керівник Війська Запорозького. Титул правителя держави (Гетьманщини) з 1648 по 1764 роки та в 1918 році; в сучасній Україні використовується деякими об'єднаннями громадян, які вважають себе спадкоємцями традицій українського козацтва.
В Україні «гетьманами» здавна називали обраних у колі козацької шляхти ватажків козацького війська, перші угруповання якого з'явилися в низинах Дніпра ще у XV столітті. В окремих джерелах першими козацькими гетьманами вважають В. Светольдовича, П. Лянцкоронського, Є. Дашкевича, В. Хмельницького, Д. Вишневецького (Байду), Є. Ружинського, І. Свірговського та ін. отаманів, що очолювали українське козацтво в період до надання йому статусу реєстрової організації.
Слово «гетьман» стало власною назвою після 1571 року, коли коронний гетьман Юрій Язловецький призначив гетьманом і старшим реєстрових козаків польського шляхтича Валентія Ольшовицького. 1576 року польський король Стефан Баторій дав запорозькому війську «конституцію і привілеї» (здебільшого вони повторювали «Конституцію Язловецького гетьмана з Бучача із козаками низовими запорозькими року Божого 1571») і, зокрема, офіційно пойменував Б. Ружинського «Гетьманом Запорозьким» з пожалуванням його ознак гетьманської влади (клейнодів). З того часу гетьманська влада в Україні виходила з двох джерел: козацького обрання і королівського призначення.
Богдан Хмельницький ввів у обіг найменування «Гетьман України». За Богдана Хмельницького звання гетьмана набуло офіційного значення і визнання з боку сусідніх держав. Символами гетьманської влади були булава, бунчук, прапор, печатка.
Після Люблінської унії для управління регіонами новоствореної Речі Посполитої були засновані три рівнозначні посади гетьманів: коронного польського, литовського та руського (українського). Вони мали права королівських намісників та верховних воєначальників. На утримання українського коронного гетьмана йому виділялось місто Черкаси.
Після утворення 1572 року українського реєстрового козацького війська (Війська Запорозького Низового) уряд Речі Посполитої козацьким ватажкам надавав звання «старший його Королівської Милості Війська Запорозького».
На думку польського історика Януша Качмарчика, першим очільником козацтва, котрому офіційно було надано титул гетьмана став Богдан Хмельницький. Однак козацькі керівники продовжували вживання титулу гетьмана (К. Косинський, С. Наливайко, Т. Федорович). Повноваження старшини реєстрового козацтва були суттєво обмежені урядом Речі Посполитої, а часто ця посада взагалі була скасована. Так, після придушення козацько-селянських повстань 1637—1638 років замість старшого було призначено урядового комісара.
Внаслідок відновлення після Національно-визвольної війни українського народу під проводом Богдана Хмельницького 1648—1657 років української держави гетьман став її главою. В його руках була зосереджена вся повнота виконавчої, законодавчої та судової влади, він здійснював зв'язки України з іноземними державами, мав значний вплив на церковні справи. Гетьманські укази — універсали, які були обов'язковими для всього населення. Ознаками влади гетьмана були бунчук та булава.

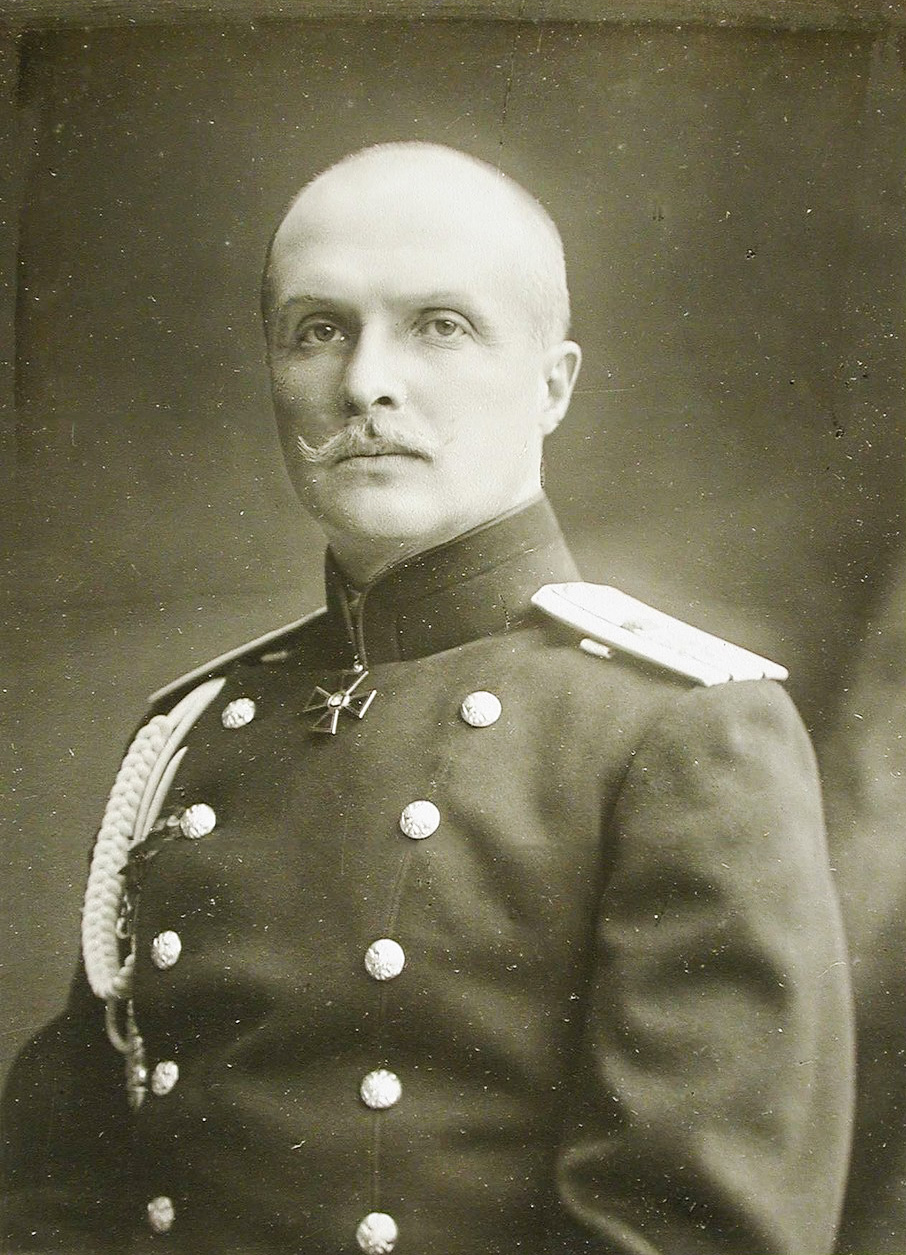
Гетьман Української Держави Павло Петрович Скоропадський.

Після Переяславської ради (1654) і укладення Березневих статей 1654 року з Московією розпочалося обмеження повноважень гетьмана. Його формально обирали на генеральній військовій раді на невизначений термін за погодженням із царським урядом.
У XVIII столітті новообраний гетьман затверджувався в Москві чи Петербурзі й укладав з Росією спеціальний договір (статті).
Гетьман очолював уряд України — генеральну старшину, що разом з полковниками утворювала старшинську раду, яка мала значний вплив на державні справи. Посада гетьмана на Лівобережній Україні існувала до 1764 року (з перервами у 1722—1727 та 1734—1750 роках). Резиденція його послідовно знаходилась у містах Чигирин, Гадяч, Батурин, Глухів. Частина гетьманів була обрана козацькою старшиною, а інші призначалися (польським королем, російським царем, деякі — іншими гетьманами як тимчасовий керівник певної території) — так звані наказні гетьмани.
З 1663 до 1681 року посада гетьмана існувала також на Правобережній Україні (П. Тетеря, П. Дорошенко, Ю. Хмельницький, М. Ханенко), а в 1710—1742 роках гетьманом України в еміграції був Пилип Орлик.
Упродовж квітня — грудня 1918 року на чолі Української держави стояв Павло Скоропадський, який мав титул гетьмана.